# Cet âge dangereux
Pour plus de détails, voir Fiche technique et Distribution.
Cet âge dangereux (That Dangerous Age) est un film de procès américain en noir et blanc réalisé par Gregory Ratoff, sorti en 1949.

## Synopsis
Lors d'un procès pour meurtre très médiatisé, le célèbre avocat de la défense, sir Brian Brooke, s'effondre. Le docteur Thorvald informe Cathy, sa seconde femme, que Brian doit se reposer pendant six mois, sans quoi il mourra. Brian est également temporairement aveugle. Les Brooke et la fille de Brian, Monica, partent se détendre en Italie.
Ils reçoivent une lettre anonyme accusant Cathy d'avoir une liaison avec le jeune partenaire de Brian, Michael Barcleigh. L'instinct d'avocat de Brian le pousse à croire que c'est vrai, jusqu'à ce que Cathy lui révèle que Michael lui a confié qu'il était amoureux de Monica. Soulagé, Brian s'excuse. Cependant, Cathy a menti : la lettre disait la vérité.

## Fiche technique
- Titre original : That Dangerous Age
- Titre français : Cet âge dangereux
- Titre français alternatif : Les Dévoyés
- Titre américain : If This Be Sin
- Réalisation : Gregory Ratoff
- Scénario : Gene Markey, d'après la pièce Autumn de Margaret Kennedy et Ilya Surguchev
- Photographie : Georges Périnal, Anchise Brizzi
- Montage : Gerald Turney-Smith
- Musique : Mischa Spoliansky
- Direction artistique : Andrej Andrejew
- Producteur : Gregory Ratoff
- Société de production : London Film Productions
- Société de distribution : British Lion Films (GB), United Artists (USA)
- Lieux de tournage : Studios de Shepperton, Londres, Capri (Italie)
- Pays d'origine : Royaume-Uni
- Langue : anglais
- Format : noir et blanc – 35 mm – 1,37:1 – son mono
- Genre : Drame romantique
- Durée : 98 min
- Dates de sortie :
  -  Royaume-Uni : 13 avril 1949
  -  États-Unis : 30 juin 1950 (New York City)
  -  France : 16 février 1950

## Distribution
- Myrna Loy : Lady Cathy Brooke
- Peggy Cummins : Monica Brooke
- Richard Greene : Michael Barcleigh
- Roger Livesey : Sir Brian Brooke
- Elizabeth Allan : Lady Sybil
- Gerard Heinz : le docteur Thorvald
- Jean Cadell : Nannie
- G. H. Mulcaster : Simmons
- Margaret Withers : May Drummond
- Ronald AdamProsecutor
- Wilfrid Hyde-White : M. Potts
- Henry Caine : M. Nyburg
- Patrick Waddington : Rosley
- Edith Sharpe : Angela Caine
- George Curzon : Selby
- Robert Atkins : George Drummond
- Phyllis Stanley : Jane
- Daphne Arthur : Margot
- Martin Case : John
- Barry Jones : Arnold Cane
- Louise Lord : Ellen
- Nicholas Bruce : Charles
- William Mervyn : Nicky
- André Morell : le docteur McCatcheon

## Source
- Cet âge dangereux et l'affiche française du film, sur EncycloCiné

## Autour du film

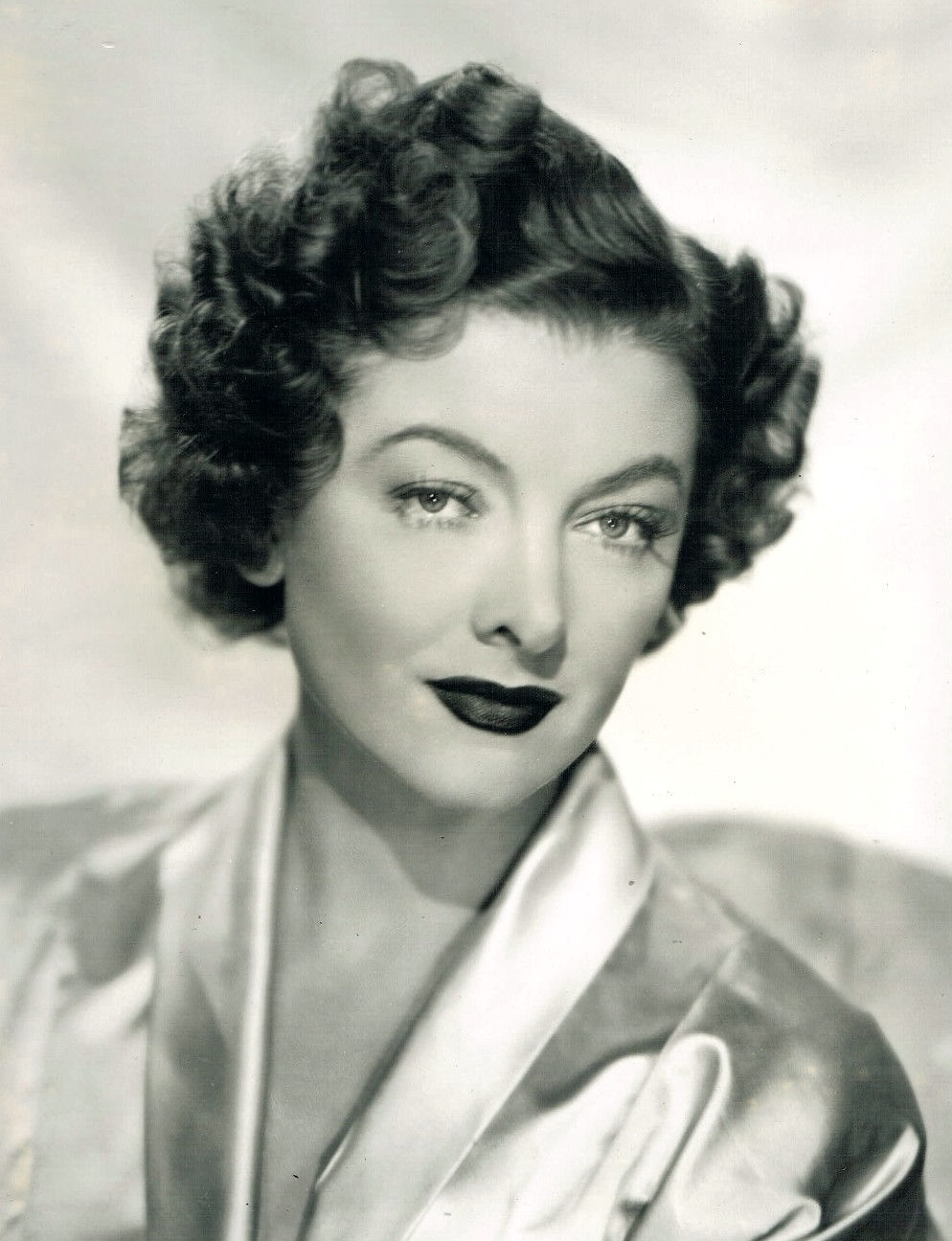
Myrna Loy durant le tournage du film

- Tournage dans le courant de l'année 1948 en Angleterre et en Italie sur l'île de Capri[1].

- Scènes intérieures tournées au studio Shepperton en Angleterre[2].

- Titre aux Etats-Unis : If this be sin[3].

- Titre de tournage : L'affaire Lady Brooke[4].

- Ce fut le seul film que Myrna Loy interpréta pour le compte d'une production étrangère. Elle accepta de jouer dans un drame écrit par son époux Gene Markey dont elle était séparée. Désireuse de s'éloigner du standard d'épouse idéale d'Hollywood, Myrna Loy s'engagea dans le rôle d'une femme adultère qui lui rappelait la longue liaison amoureuse discrète et passionnée qu'elle vivait avec Spencer Tracy et avec qui elle espérait encore jouer dans des films dramatiques. Le voyage en Europe était aussi l'occasion pour elle de mener une série de conférences pour le compte de l'UNESCO, notamment en Italie[5],[6],[7],[8],[9].

- Le film réalisa un profit de 176 577 £ au Royaume-Uni[10].

- Six ans après ce film, l'acteur Richard Greene connaîtra le succès en interprétant le personnage de Robin des bois dans la série homonyme produite par la télévision britannique[11].